# Jovův chrám (Damašek)
Jovův chrám byla stavba antického chrámu, jehož pozůstatky se nacházejí v syrském hlavním městě Damašku. Jeho výstavba začala za vlády prvního římského císaře Augusta, ale dokončen byl až o více než 300 let později během vlády Constantia II.

## Historie

### Aramejský Hadadův chrám
Národ Aramejců obýval oblast dnešního Damašku v době železné ještě před nástupem antiky. Nevytvořili společnou říši, ale byli rozptýleni do mnoha drobných království na Blízkém východě. Aramejci uctívali boha bouře Hadada a chrám, jenž mu postavili, byl přímým předchůdcem chrámu pozdějšího, vystavěného Římany.
Není přesně známo, jak chrám vypadal, ale předpokládá se, že jeho architektura nesla pro tuto dobu typické semitsko-kanaánské prvky, a že svým vzhledem mohl připomínat chrám v Jeruzalémě na chrámové hoře. K areálu stavby nejspíše náleželo zdí obehnané nádvoří, uvnitř se nacházela malá místnost pro konání bohoslužeb a součástí byla i výšková konstrukce připomínající věž, která měla symbolizovat boha bouře. V Národním muzeu v Damašku je vystaven jeden z kamenů, který se dochoval z původní stavby.

### Římský Jovův chrám
Aramejský chrám měl stěžejní význam pro duchovní život ve městě až do roku 64 před n. l., kdy Damašek dobyli Římané. Za jejich vlády bylo rozhodnuto chrám přestavět, rozšířit a zasvětit Jovovi, tedy svému vlastnímu bohovi bouřek a blesků. Návrhem přestavby byl pověřen sochař a architekt Apollodóros z Damašku.

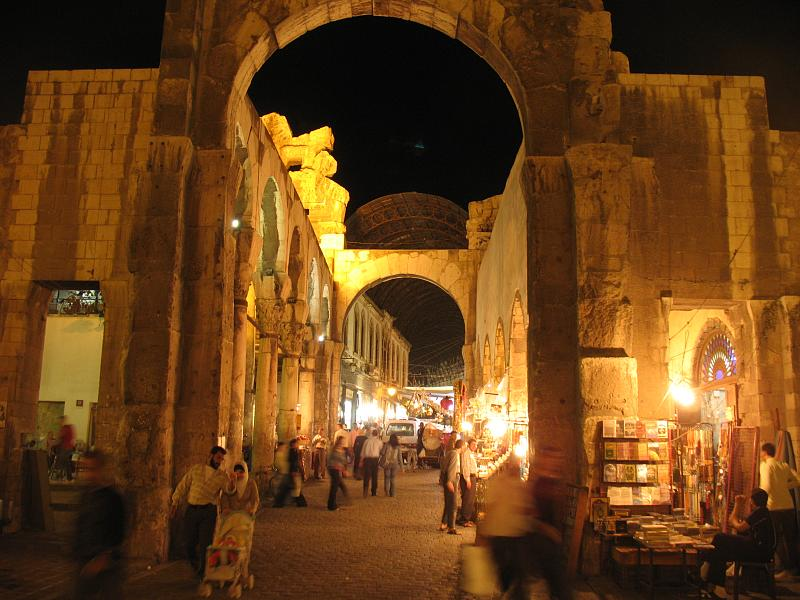
Jupiterův chrám v noci

Nový chrám vzbudil u obyvatel města nadšení. Ti obdivovali jeho architektonické ztvárnění a i skutečnost, že přes impozantní rozměry nové stavby se podařilo v mnoha ohledech zachovat kontinuitu s prvky semitské architektury původního chrámu. Původní obezděné nádvoří zůstalo takřka nedotčeno; v jeho středu stála svatyně s vyobrazením boha Jova. Ve všech čtyřech rozích nádvoří vyrostly mohutné věže. V těch se konaly obětní rituály, což bylo v souladu se starobylými semitskými tradicemi, které předepisovaly vykonávání těchto rituálů na vyvýšených místech.
Rozlehlost celého areálu naznačuje, že význam chrámu v hierarchii náboženských staveb ve městě byl značný. Římský chrám, který se později stal jedním z center Jovova císařského kultu, byl reakcí Římanů na výstavbu židovského chrámu v Jeruzalémě. Přes svůj název však nesloužil pouze jedinému bohu, naopak se zde vyskytovaly projevy synkretismu, když byly konány obřady mnoha různým božstvům uctívaným v této oblasti; např. Hadadovi, Baal-Šaminovi nebo Dušarovi.
V průběhu raného období římské nadvlády byl Jovův chrám často zvelebován a přestavován, protože se duchovním dařilo vybírat štědré příspěvky od bohatých občanů města. Vnitřní nádvoří bylo dokončeno krátce po skončení Augustovy vlády v roce 14 n. l. To bylo posléze obklopeno ještě vnějším dvorcem, jehož součástí bylo i tržiště. Tento vnější prostor byl budován po etapách, jak finanční prostředky dovolovaly, a dokončen byl zhruba v polovině prvního století. Z této doby pochází i monumentální vstupní brána. Na přelomu 2. a 3. století, tedy v době, kdy Římu vládl Septimius Severus, byla tato brána ještě výrazně rozšířena.
Jovův chrám se po svém dokončení ve čtvrtém století stal největším římským chrámem v Damašku a byl velmi obdivován pro svou velikost a krásu.